# Тарбагатайський сільський округ
Тарбагата́йський сільський округ (каз. Тарбағатай ауылдық округі, рос. Тарбагатайский сельский округ) — адміністративна одиниця у складі Аягозького району Абайської області Казахстану. Адміністративний центр — село Тарбагатай.
Населення — 1504 особи (2021; 2885 у 2009, 3046 у 1999, 3731 у 1989).
Станом на 1989 рік існувала Ушаральська сільська рада (села Абдан, Акшоки, Малтугел, Ортаарал, Тарбагатай) з центром у селі Тарбагатай. Село Абден було ліквідовано 2013 року.

## Склад
До складу округу входять такі населені пункти:
| Населений пункт  | Старі назви | Населення, осіб (1989) | Населення, осіб (1999) | Населення, осіб (2009) | Населення, осіб (2021) |
| ---------------- | ----------- | ---------------------- | ---------------------- | ---------------------- | ---------------------- |
| Акшоки, село     | -           | 357                    | 288                    | 265                    | 46                     |
| Малтугел, село   | -           | 416                    | 253                    | 283                    | 157                    |
| Ортаарал, село   | Орта-Арал   | 369                    | 169                    | 151                    | 47                     |
| Тарбагатай, село | -           | 2226                   | 2248                   | 2122                   | 1253                   |
| --Абден, село    | Абдан       | 363                    | 88                     | 64                     | 1                      |